# Ҷ̣
Cette page contient des caractères spéciaux ou non latins. S’ils s’affichent mal (▯, ?, etc.), consultez la page d’aide Unicode.
Ҷ̣ (minuscule : ҷ̣), appelé tché cramponné point souscrit, est une lettre additionnelle de l’alphabet cyrillique utilisée dans la transcription de l’ishkashimi ou du wakhi. Elle est composée du tché cramponné ‹ Ч › diacrité d’un point souscrit.

## Utilisations
Dans certains ouvrages, le tché cramponné point souscrit ‹ ч̣ › est utilisé pour transcrire une consonne affriquée rétroflexe voisée [ɖ͡ʐ] l’ishkashimi ou le wakhi.

## Représentation informatique
Le tché cramponné point souscrit peut être représenté avec les caractères Unicode suivants :
- décomposé (cyrillique, diacritiques) :

| formes    | représentations | chaînes de caractères | points de code | descriptions                                                          |
| --------- | --------------- | --------------------- | -------------- | --------------------------------------------------------------------- |
| capitale  | Ҷ̣               | Ҷ◌̣                    | U+04B6 U+0323  | lettre majuscule cyrillique tché cramponné diacritique point souscrit |
| minuscule | ҷ̣               | ҷ◌̣                    | U+04B7 U+0323  | lettre minuscule cyrillique tché cramponné diacritique point souscrit |